# Rhinocricus montivagus
Rhinocricus montivagus är en mångfotingart som beskrevs av Carl 1912. Rhinocricus montivagus ingår i släktet Rhinocricus och familjen Rhinocricidae. Inga underarter finns listade i Catalogue of Life.